# تلودی
تلودی (به عربی: تلودی) یک شهر در سودان است که در Talodi واقع شده‌است.